# Mostra Endimaris Sitges
La Mostra Endimaris Sitges és una mostra de cinema de temàtica LGBTQ+ organitzada a Sitges anualment des del 2021 entorn del Mes de l'Orgull.
És un projecte nascut de la col·laboració de les entitats Cineclub Sitges, Colors Sitges Link i l'Ajuntament de Sitges per a visibilitzar les vivències de la comunitat LGBTQ+. A més, pretenen despertar el debat entorn de les qüestions tractades pels films exposats. Té també el suport de Sitges Anytime, Sitges Film Office i el Casino Prado Suburense.
Cal destacar com a antecedents l'existència duradora del Festival Internacional de Cinema Fantàstic de Catalunya i el component LGBTQ+ històric de la ciutat de Sitges.

## 1a edició
L'edició del 2021 va tenir lloc entre el 24 de juny i el 1r de juliol al Cinema Prado. S'hi van presentar 13 films.
Les projeccions de ¡Corten! van comptar amb la presència del director Marc Ferrer en la inauguració i amb la de La Prohibida, la protagonista, en una sessió especial. Al col·loqui de Grimsey hi van assistir el director Raúl Portero i la sexòloga, psicòloga i terapeuta Gloria Díez. Per altra banda, el film Suk Suk va ser presentat per Enrique Garcelán i Gloria Fernández de CineAsia.
| Títol original                     | Direcció                            | País de producció       |
| ---------------------------------- | ----------------------------------- | ----------------------- |
| ¡Corten!                           | Marc Ferrer                         | Espanya                 |
| Now You Are A Woman                | Alba Muñoz                          | Espanya                 |
| Lola vers la mer                   | Laurent Micheli                     | França Bèlgica          |
| Suk Suk                            | Ray Yeung                           | Hong Kong               |
| Supernova                          | Harry Macqueen                      | Regne Unit              |
| Poppy Field                        | Eugen Jebeleanu                     | Romania                 |
| Kinky Boots                        | Julian Jarrold                      | Regne Unit              |
| Stonewall                          | Roland Emmerich                     | Estats Units            |
| 100 years of Gay History in Sitges | Brandon Jones                       | Espanya                 |
| Tinta Bruta                        | Marcio Reolon Filipe Matzembacher   | Brasil                  |
| Grimsey                            | Raúl Portero Richard Garcia Vazquez | Espanya                 |
| Everybody's Talking About Jamie    | Jonathan Butterell                  | Regne Unit Estats Units |
| Cicada                             | Matthew Fifer Kieran Mulcare        | Estats Units            |

## 2a edició
L'edició del 2022, sota el lema «Open your eyes», va oferir el visionatge de divuit pel·lícules entre el 20 i el 28 de maig.
Van participar en el cinefòrum del documental de la FELGTBI+ Orgullo y Sororidad. Voces de Mujeres LTB la professional en qüestions LGBTI Elena Longares i l'activista Francisca Ocón Burgos. També van assistir a la projecció de La amiga de mi amiga els directors Marc Ferrer i Ramon Balcells, i a la de Scream, Queen! My Nightmare on Elm Street els escriptors i crítics de cinema Àngel Sala i Javier Parra. En la sessió de cloenda del festival, el llargmetratge Mi vacío y yo va ser presentat pel director Adrián Silvestre i la protagonista i coguionista Raphaelle Pérez.
A banda, es va celebrar la primera jornada de guionistes Endimaris Script Lab, conduïda per Judith Colell, Alberto Evangelio i David Matamoros. Va ser organitzada per la regidoria de Promoció Econòmica de l'Ajuntament de Sitges.
| Títol original                            | Direcció                     | País de producció  |
| ----------------------------------------- | ---------------------------- | ------------------ |
| Tu me manques                             | Rodrigo Bellot               | Bolívia            |
| Firebird                                  | Peeter Rebane                | Estònia Regne Unit |
| Scream, Queen! My Nightmare on Elm Street | Roman Chimienti Tyler Jensen | Estats Units       |
| Finlandia                                 | Horacio Alcalá               | Mèxic Espanya      |
| Dramarama                                 | Jonathan Wysocki             | Estats Units       |
| Butterflies                               | Albert Ventura Roldan        | Taiwan             |
| Sweetheart                                | Marley Morrison              | Regne Unit         |
| Wild Nights with Emily                    | Madeleine Olnek              | Estats Units       |
| Orgullo y Sororidad. Voces de Mujeres LTB | Martina Hache                | Espanya            |
| La amiga de mi amiga                      | Zaida Carmona                | Espanya            |
| È solo nella mia testa                    | Marius Gabriel Stancu        | Itàlia             |
| Corto                                     | Ramon Balcells               | Espanya            |
| Una noche cualquiera                      | Juanlu Moreno Somé           | Espanya            |
| Mi vacío y yo                             | Adrián Silvestre             | Espanya            |

## 3a edició
L'edició del 2023:
| Títol original                                  | Direcció              | País de producció       |
| ----------------------------------------------- | --------------------- | ----------------------- |
| Stranizza d'amuri                               | Giuseppe Fiorello     | Itàlia                  |
| A Kid Like Jake                                 | Silas Howard          | Estats Units            |
| Made on Rooftop                                 | Kim-Jho Gwangsoo      | Corea del Sud           |
| Marupok AF                                      | Quark Henares         | Filipines               |
| Maricomio                                       | Enzo Monzón           | Argentina               |
| Reina Hormona                                   | Enzo Monzón           | Argentina               |
| In from the Side                                | Matt Carter           | Regne Unit              |
| Alteritats                                      | Nora Haddad Alba Cros | Espanya                 |
| Maybe Someday                                   | Michelle Ehlen        | Estats Units            |
| Zero, la revista que sacó del armario a un país | Damián Ainstein       | Espanya                 |
| Something You Said Last Night                   | Luis De Filippis      | Canadà Suïssa           |
| Framing Agnes                                   | Chase Joynt           | Canadà                  |
| The Rocky Horror Picture Show                   | Jim Sharman           | Estats Units Regne Unit |

## Premi Endimaris
Simbòlicament, atès que no es tracta d'un certamen competitiu, es premien produccions audiovisuals que hagin fet una aportació destacable a la comunitat LGTBIQ+.
| Any  | Receptor(s)               | Per l'obra                | Categoria | Ref.  |
| ---- | ------------------------- | ------------------------- | --------- | ----- |
| 2021 | Héctor Lozano Menna Fité  | Merlí: Sapere aude        | -         | [ 1 ] |
| 2022 | Bob Pop                   | Maricón perdido           | -         | [ 7 ] |
| 2023 | Drag Race España          | Drag Race España          | Televisió | [ 9 ] |
| 2023 | Te estoy amando locamente | Te estoy amando locamente | Cinema    | [ 9 ] |